# رون إلي
رون إلي (بالإنجليزية: Ron Ely)‏ (21 يونيو 1938 - 29 سبتمبر 2024)، هو ممثل وروائي أمريكي. اشتهر بتأدية شخصية طرزان في مسلسل عُرض في مختلف أنحاء العالم.
ومثل رون إلي دور طرزان، وهي الشخصية التي ابتكرها الروائي الأمريكي إدغار رايس بوروس، والتي تم تحويلها إلى سلسلة تلفزيونية والتي بُثت بين 8 سبتمبر 1966 و5 أبريل 1968 على شبكة “إن بي سي” الأمريكية والمكونة من 57 حلقة، حيث مدة كل حلقة 60 دقيقة.

## الوفاة
توفي رون إلي في 29 سبتمبر 2024 عن عمر ناهز السادسة والثمانين.

## روابط خارجية
- رون إلي على موقع IMDb (الإنجليزية)
- رون إلي على موقع ألو سيني (الفرنسية)
- رون إلي على موقع أول موفي (الإنجليزية)
- رون إلي على موقع قاعدة بيانات الأفلام السويدية (السويدية)
- رون إلي على موقع إن إن دي بي (الإنجليزية)
- رون إلي على موقع ديسكوغز (الإنجليزية)
- رون إلي على موقع قاعدة بيانات الفيلم (الإنجليزية)
- رون إلي على موقع كينوبويسك (الروسية)